# Aldo Aniasi
Aldo Aniasi (Palmanova, 31 maggio 1921 – Milano, 27 agosto 2005) è stato un partigiano e politico italiano.
Sindaco di Milano dal 13 novembre 1967 al 12 maggio 1976, deputato alla Camera dal 5 luglio 1976 al 14 aprile 1994, dov'è stato vicepresidente dal 14 dicembre 1982 al 22 aprile 1992, Ministro per gli affari regionali dal 28 giugno 1981 al 1º dicembre 1982 nei governi Spadolini I e Spadolini II e Ministro della sanità dal 4 aprile 1980 al 28 giugno 1981 nei governi Cossiga II e Forlani.

## Biografia
Nato a Palmanova (Udine), il maggiore di quattro fratelli, il padre, di origine piemontese, è un funzionario di Stato, il primo procuratore del registro del governo italiano a Udine, mentre la madre è di Modena. Il lavoro del padre costringe la famiglia a spostamenti frequenti e così Aldo vivrà «un po’ dappertutto», da Rapallo, dove frequenta le elementari, a Mirandola, Rho, Desio, Codogno e Magenta. Nel 1938 la famiglia si trasferisce definitivamente a Milano, abitando in uno dei quartieri più popolari della città e Aldo s'iscrive all'istituto tecnico "Carlo Cattaneo".

### La guerra partigiana

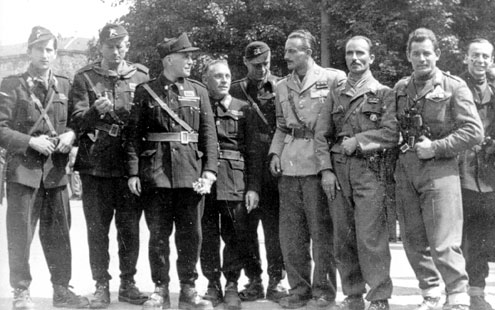
Partigiani dell'Ossola: Aniasi è il primo a sinistra

Partecipò alla lotta di liberazione nelle file delle Brigate Garibaldi organizzate dal Partito Comunista Italiano (PCI), prendendo il nome di battaglia di "Iso Danali" (anagramma imperfetto del suo vero nome, più noto come Comandante Iso). Da partigiano combatté in Valsesia e, successivamente, in Ossola, diventando comandante della divisione partigiana «Redi». Al termine della Guerra era capo partigiano di Milano come componente del CLNAI: in tale veste celebrò un matrimonio che, al termine del conflitto, fu ritenuto valido e trascritto nei registri dello stato civile, in quanto si ritenne che allora egli impersonasse la massima carica civile di Milano città occupata dagli Alleati. Il 29 Aprile 1945, nella caserma del Rgt. "Savoia Cavalleria" (3°), occupata dalle brigate garibaldine "Redi" e "Rocco" al comando del partigiano "Iso" alias Aldo Aniasi, vennero assassinati con una raffica di mitra alla schiena e due colpi alla nuca il maggiore Adriano Visconti ed il sottotenente Valerio Stefanini, piloti dell'ANR che quello stesso giorno si erano arresi e consegnati ai partigiani.
Negli anni successivi alla guerra è succeduto a Ferruccio Parri nel ruolo di presidente della Federazione Italiana Associazioni Partigiane, ispirate al Socialismo liberale, incarico che  conservò fino alla morte.

### L'esperienza politica
Dopo la seconda guerra mondiale entrò in politica. Abbandonate le posizioni del PCI, militò prima nella corrente riformista del PSI, poi brevemente nel PSDI e successivamente nuovamente nel PSI. Ebbe una brillante carriera politica: consigliere comunale di Milano dal 1951, fu quindi assessore e, a partire dal 1967, sindaco del capoluogo lombardo, guidando prima una coalizione di centro sinistra e nel 1975 la prima giunta milanese di sinistra dopo quella destituita dai fascisti nel 1922. Nel corso del suo mandato, suscitò molte critiche e sospetti di fiancheggiamento quando, negli anni di piombo alimentati dal terrorismo attuato dalle Brigate Rosse, sostenne la necessità di disarmare le forze di Polizia (lasciandole inermi davanti ai terroristi), ed alimentò i sospetti deplorando la tesi del prefetto Libero Mazza (conosciuta come «teoria degli opposti estremismi») considerandola inutilmente allarmistica e politicamente pericolosa, oltre a lamentarsi del fatto che del documento non gli fosse stata data visione prima dell'invio al Ministro dell'Interno Franco Restivo; fu lo stesso Aniasi a dare l'appoggio ai Comitati per una Polizia democratica (il primo nucleo del sindacalismo in Polizia) che portavano dall'interno del corpo, l'istanza di smilitarizzazione (culminata con la legge 1º aprile 1981, numero 121).
Guidò la città fino al 1976, quando si dimise essendo stato eletto alla Camera dei deputati, dove rimase per cinque legislature, fino al 1994, e diventandone per 9 anni vicepresidente, in sostituzione di Oscar Luigi Scalfaro. All'inizio degli anni Ottanta fu per due volte Ministro della sanità, nei governi presieduti da Francesco Cossiga e Arnaldo Forlani; si deve a lui l'istituzione del Servizio Sanitario Nazionale gratuito ed uguale per tutti. Fu quindi Ministro per gli affari regionali nei due governi Spadolini.
Dopo la crisi e lo scioglimento del Partito Socialista aderì al progetto dei Democratici di Sinistra, entrando nella direzione del partito.

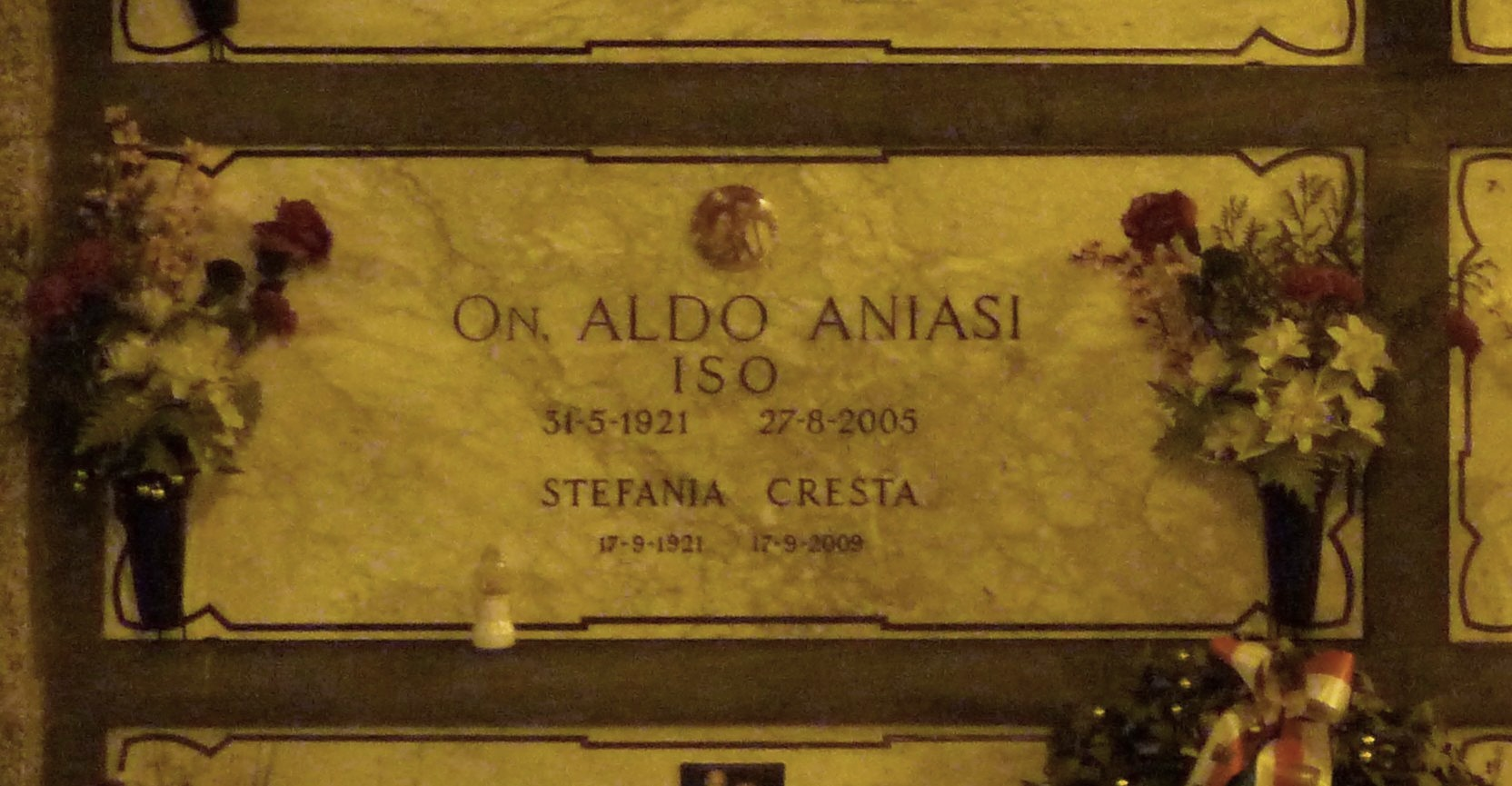
Tomba di Aniasi nel Cimitero Monumentale di Milano

Nel mese di agosto del 2005 gli fu diagnosticato un cancro ai polmoni; ricoverato all’Istituto dei Tumori di Milano, vi si spense il 27 agosto per complicanze post-operatorie. Dopo i funerali laici del 30 agosto, la salma fu cremata e le ceneri tumulate in un colombario nella Cripta del Famedio del Cimitero Monumentale di Milano; nel 2009 vi furono aggiunte le ceneri della moglie Stefania Cresta.

## Omaggi
- Il 24 aprile 2012 il comune di Milano intitolò ad Aniasi il parco di Trenno.[3]